# Drosophila attigua
Drosophila attigua är en tvåvingeart som beskrevs av Elmo Hardy och Kenneth Y. Kaneshiro 1969. Drosophila attigua ingår i släktet Drosophila och familjen daggflugor.
Artens utbredningsområde är Hawaii.